# داس‌نوک نوک‌خمیده
داس‌نوک نوک‌خمیده (نام علمی: Campylorhamphus procurvoides) نام یک گونه از سرده داس‌نوک‌ها است.